# 小出正吾
小出 正吾（こいで しょうご、1897年1月5日 - 1990年10月8日）は、日本の児童文学作家。

## 来歴
1897年、静岡県三島出身。祖父の小出市兵衛は元質屋で、J・H・バラによって洗礼を受けた。中学時代に受洗しキリスト教信者となる。1918年早稲田大学商学部を卒業すると、南洋商会に勤め南洋へおもむくが、1922年退職して帰郷、三島教会の独立に尽くした。
1928年、再び上京し明治学院で教え、明治学院教授（1935年、社会事業科）。
戦後、三島市教育委員長を務める。キリスト教ヒューマニズムの立場で創作を行う。1957年、三島市長選挙に革新統一候補として出馬し落選。1966年から1972年日本児童文学者協会会長。

## 受賞
- 1939年、第2回童話賞（童話作家協会）、童話『たあ坊』に対して[1]。
- 1975年、第13回野間児童文芸賞受賞。『ジンタの音』に対して[1]。
- 1980年、キリスト教功労者の表彰[2][3]。

## 家族
弟は哲学者の小出次雄（1901 - 1990）。長女の牧子はピアニストの鷲見五郎（鷲見三郎の弟）と結婚した。

## 著書

### 主な著作
- 『聖フランシスと小さき兄弟』（厚生閣） 1922：「聖フランシス物語」
- 『日曜学校の歴史』（基督教出版社、基督教宗教々育講座)　1932
- 『ヨルダンの流れ』（建設社出版部、旧約聖書の人々1） 1937
- 『エルサレムの丘』（建設社、旧約聖書之人々2） 1938
- 『イエス・キリスト伝』（建設社） 1938
- 『宗教改革の偉人マルチン・ルッター伝』（隣友社） 1940
- 『白い雀 童話集』（金の星社） 1940
- 『椰子の樹かげ ジヤワの思ひ出』（教養社） 1941
- 『だるま船 童話集』（清水書房） 1941
- 『オフネノコドモタチ』（正芽社） 1941
- 『南極へ行った猫の話』（童話春秋社） 1942
- 『クスモの花 東印度童話集』（増進堂、大東亜圏童話叢書） 1943
- 『ジャワノヰナカ コヤギヲツレテ』（中央出版協會） 1943
- 『東印度諸島物語』（冨山房） 1944
- 『牛荘の町』（増進堂、樫の実文庫） 1946
- 『大きな虹』（増進堂、樫の実文庫） 1946
- 『名犬コロ物語』（国民図書刊行会） 1946
- 『小馬の旅』（大日本雄辯會講談社） 1947
- 『ダビデのたて琴 旧約聖書』（光文社、少年文庫） 1948
- 『雨と太陽 童話選集』（丹波書林） 1948
- 『セルカークの冒険』（中央公論社） 1949
- 『風琴爺さん』（羽田書店） 1949
- 『旧約聖書物語』（日産書房） 1949
- 『新約聖書物語』（双雅房） 1951
- 『風船虫』（金の星社） 1954
- 『リンカーン』（小学館、小学館の幼年文庫） 1956
- 『ひらかなシュバイツァー』（金の星社、ひらかな偉人文庫） 1957
- 『十二人のお弟子』（新教出版社、聖書少年文庫） 1957
- 『ワシントン』（偕成社、児童伝記全集） 1957
- 『リビングストン』（偕成社、児童伝記全集） 1958
- 『アムンゼン』（偕成社、児童伝記全集） 1958
- 『聖地巡礼』（白凰社） 1962
- 『のろまなローラー』（福音館書店、<こどものとも>傑作集） 1967
- 『かっぱ橋』（大日本図書、子ども図書館） 1968
- 『ジンタの音』（偕成社） 1974、のち改版文庫化
- 『天使のとんでいる絵』（講談社） 1977
- 『童話から童話へ ある児童文学者の回想録』（教文館） 1980
- 『メルヘンの旅 ヨーロッパを歩く』（弥生書房） 1986
- 『赤道祭 童話選集』（審美社） 1986
- 『小出正吾児童文学全集』全4巻（審美社） 2000 - 2001

## 翻訳
- 『農園の夏』（エリザベス・エンライト、実業之日本社、アメリカ少年少女文学賞叢書） 1941
- 『ドブリイ』（モニカ・シャノン、実業之日本社） 1942
- 『カハウソ太郎』（アーサー・スコット・ベイリー、フタバ書院成光館） 1942
- 「揚子江の少年」（エリザベス・ルウイズ、實業之日本社、『揚子江の傅さん』） 1942
- 『黒馬ものがたり』（アンナ・スウェル、羽田書店） 1948
- 『南極へいったねこ』（ルス・カロル, ラトローブ・カロル、平凡社、冒険小説北極星文庫） 1956